# Michal Kolář
Michael Kolář, nascido a 21 de dezembro de 1992, é um ciclista eslovaco, ex-membro da equipa UCI Pro Team Bora-Hansgrohe do qual anunciou sua retirada a 24 de junho de 2018.

## Palmarés
2013
- Kosice-Miskloc
- Bania Luka-Belgrado I
- 1 etapa da Carpathia Couriers Paths
- 1 etapa da Volta à Sérvia

2015
- 1 etapa da Volta à Eslováquia

2016
- 3º no Campeonato da Eslováquia em Estrada

2018
- 3º no Campeonato da Eslováquia em Estrada

## Resultados nas Grandes Voltas e Campeonatos do Mundo
Durante a sua carreira desportiva tem conseguido os seguintes postos nas Grandes Voltas e nos Campeonatos do Mundo:
| Carreira           | 2012 | 2013 | 2014 | 2015 | 2016 | 2017 | 2018 |
| ------------------ | ---- | ---- | ---- | ---- | ---- | ---- | ---- |
| Giro d'Italia      | -    | -    | -    | -    | -    | -    | -    |
| Tour de France     | -    | -    | -    | -    | -    | -    | -    |
| Volta a Espanha    | -    | -    | -    | -    | -    | Ab.  | -    |
| Mundial em Estrada | -    | -    | -    | Ab.  | 19º  | Ab.  | -    |

-: não participa 

Ab.: abandono

## Equipas
- Dukla Trencin-Trek (2012-2013)
- Tinkoff (2014-2016)
  - Tinkoff-Saxo (2014-2015)
  - Tinkoff (2016)
- Bora-Hansgrohe (2017-2018)